# صلاح پیه‌سی (کلیبر)
صلاح پیه‌س یکی از روستاهای استان آذربایجان شرقی است که در شهرستان هوراند بخش آبش‌احمد واقع شده‌است.